# Robynsia
Robynsia es un género de plantas con flores perteneciente a la familia de las rubiáceas. Incluye una sola especie: Robynsia glabrata Hutch. in J.Hutchinson & J.M.Dalziel (1931). Es nativa del África tropical, donde se encuentra en Ghana, Costa de Marfil y Nigeria. La especie es morfológicamente similar a la del género Cuviera del que difiere por tener más largo y brillante el tubo de la corola.

## Descripción
Es un arbusto o pequeño árbol de 12 a 18 m de alto con una corona de ramas caídas, las flores son de color blanco verdoso.

## Taxonomía
Robynsia glabrata fue descrita por John Hutchinson y publicado en Flora of West Tropical Africa 2: 108, en el año 1931.